# Thương mại (báo)
Báo Thương mại là cơ quan ngôn luận của Bộ Thương mại Việt Nam (nay là Bộ Công Thương Việt Nam), ra đời từ thập niên 1950. Báo Thương mại đã góp phần trong việc tuyên truyền đường lối của Đảng Cộng sản Việt Nam và nhà nước Việt Nam cũng như ngành thương mại Việt Nam. Báo Thương mại có báo giấy và báo điện tử. Và nhiều ấn phẩm như báo Mua & Bán, báo Thế giới Thương mại, báo Bếp gia đình.
Năm 2008, sau sự hợp nhất của Bộ Công nghiệp và Bộ Thương mại, Báo Thương mại hợp nhất với Báo Công nghiệp thành Báo Công Thương.